# La Buse
La Buse (französisch Der Bussard; * 1680 oder 1690 in Calais, Nordfrankreich; † 7. Juli 1730 in Saint-Paul auf Réunion), mit bürgerlichem Namen Olivier Le Vasseur oder Levasseur, war ein französischer Pirat, der sich ab 1720 im Indischen Ozean aufhielt, um der französischen und britischen Marine im Atlantik zu entkommen.
Sein Name wurde ebenfalls als La Bouche, Louis Labous, La Bouse, La Bouche, La Buze, Le Boose oder  Louis de Boure aufgeführt.

## Leben

### La Buse in der Karibik
Die einzige Quelle aus dieser Zeit stammt von Charles Johnson, welcher ihn mehrfach in seinem Buch History of the Most Notorious Pirates, veröffentlicht ab 1720, erwähnt.
La Buse und Benjamin Hornigold verhalfen 1716 Samuel Bellamy, genannt „Black Sam“, zum Einstieg in die Piraterie. In den englischen Quellen wird erwähnt, dass La Buse 1716 als Kapitän der Sloop „Postillon“ mit Benjamin Hornigold und Sam Bellamy kooperierte.
Er gehörte zusammen mit den Piraten Blackbeard, Charles Vane, Sam Bellamy,  Paulsgrave Williams, Stede Bonnet, Benjamin Hornigold, Henry Jennings, Calico Jack Rackham, Mary Read, Anne Bonny zu der „Flying Gang“ der „Republic of Pirates“ in Providence auf den Bahamas.
Aufgrund der sich verstärkenden Piratenjagd von mehreren Nationen beschlossen die meisten Kapitäne, der Karibik zu entfliehen. Le Vasseur kreuzte anschließend zusammen mit den Piratenkapitänen Thomas Cocklyn und Howell Davis im Golf von Guinea, wo sie mehrere Schiffe erbeuteten und gemeinsam die befestigte Handelsniederlassung der Royal African Company auf Bunce Island in Sierra Leone plünderten.
C. Johnson erwähnt ihn später erneut auf Mayotte, wo er Schiffbruch mit seinem Schiff Indian Queen erlitten haben soll. Dort soll ihn der Kapitän Edward England an Bord genommen haben, woraufhin sie beschlossen, zusammen mit dem Kapitän John Taylor eine Kampagne im Indischen Meer durchzuführen. Zurück bei den Maskarenen sollen Taylor und Le Vasseur beschlossen haben, England, mit welchem sie sich überworfen hatten, auf Mauritius auszusetzen.
Die beiden Piraten setzten zunächst Segel Richtung der Insel Bourbon (heute: Réunion), wo sie am 20. April 1720 ankamen.
Taylor befand sich mit 280 Seeleuten und 38 Kanonen an Bord der ehemaligen Cassandra, einer englischen Prise der Kämpfe von Anjouan, die er in Fantasy umgetauft hatte, und La Buse mit 200 Seeleuten und 36 Kanonen an Bord der Victory.

### Die Kaperung derNossa Senhora do Cabo e São Pedro
Ab diesem Datum entsprechen die Erzählungen Johnsons den historischen Aufzeichnungen verschiedener europäischer Archive.
Am 26. April 1720 erreichten Taylor und La Buse die Bucht von Saint-Denis, wo sie ein Schiff in Reparatur erspähten, die Nossa Senhora do Cabo e São Pedro.
Dieses Schiff von 800 Tonnen und 72 Kanonen war auf der Überfahrt von Indien nach Portugal durch Stürme beschädigt worden. Auf ihm reisten der Vize-König von Portugiesisch-Indien und Graf von Ericeira Luís Carlos Inácio Xavier de Meneses und der Erzbischof von Goa Dom Sebastião de Andrade Pessanha mit einer großen Ladung an Diamanten, Schmuck, Gold- und Silberbarren sowie Perlen, edlen Stoffen, Gewürzen, Möbeln und Edelsteinen, der von Historikern auf einen heutigen Wert von bis zu 5 Milliarden Euro geschätzt wird. Auch religiöse Artikel der Kathedrale von Goa sollen sich an Bord befunden haben, einschließlich des Goldenen Kreuzes von Goa, das mehr als hundert Kilogramm gewogen haben soll, so dass drei Männer notwendig waren, um dieses umzuladen.
Das Schiff wurde von den beiden Piraten angegriffen, und nach einem harten Kampf wurde die Besatzung überwältigt und das Schiff gekapert. Die Bevölkerung von Saint-Denis konnte den Kampf nur hilflos vom Ufer aus beobachten.
Die überlebende Besatzung wurde an Land ausgesetzt und auch der Graf von Ericeira wurde nach Zahlung eines Lösegeldes von 2000 Piastern, welche vom Gouverneur der Insel Bourbon, Joseph Beauvollier de Courchant, vorgestreckt wurden, zurückgelassen.
Taylor übernahm das Kommando auf der portugiesischen Prise, und sie nahmen Kurs auf die Bucht von Saint Paul, wo sie wenige Tage später das Schiff Ville d’Ostende, ein Handelsschiff der Ostender Kompanie, kapern konnten. Anschließend entschieden sie sich, Kurs auf die Insel Sainte-Marie bei Madagaskar zu nehmen. Die Ville d’Ostende segelte mit einer Kapermannschaft voraus, welche aber von der Stammbesatzung überwältigt wurde, unter welcher sie nach Mosambik und Goa weitersegelte.
Nach Reparatur der Nossa Senhora do Cabo e São Pedro umfuhren Taylor und La Buse die Südspitze Madagaskars und kaperten die vor Anker liegende  La Duchesse de Noailles – wahrscheinlich in der Bucht von Saint-Augustin. Danach nahmen sie Kurs auf die Bucht von Delagoa (heute Maputo), wo sie die Festung eroberten und den holländischen Hydrographen Jacob de Bucquoy entführten. Anschließend segelten sie nach der Insel Mosambik und Madagaskar, wo sich die beiden Piraten miteinander überwarfen und trennten.
La Buse hielt sich in der Folgezeit auf der Insel Sainte Marie auf. Der König von Frankreich und der Gouverneur der Insel Bourbon boten kurz darauf allen Freibeutern eine Amnestie an, wenn sie die Piraterie aufgeben und sich auf der Insel Bourbon ansiedelten. La Buse soll diese Amnestie angenommen haben, allerdings nicht vollständig, denn er bevorzugte es weiterhin auf der Insel Sainte-Marie zu bleiben und nicht nach Bourbon umzusiedeln, auch wenn er keine Piratenangriffe mehr ausübte.

### Das Ende von „La Buse“

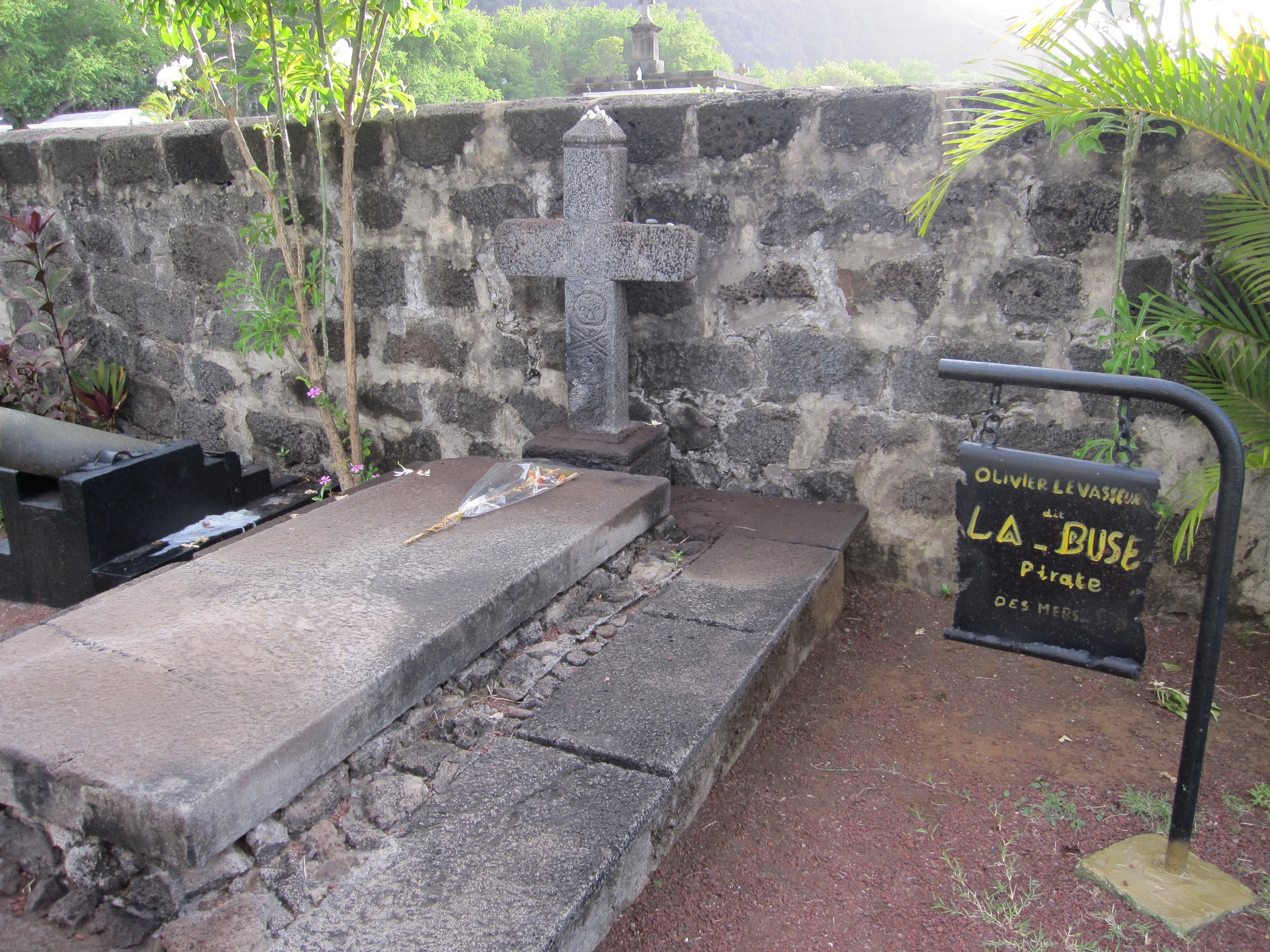
Grab von La Buse auf dem Seemannsfriedhof von Saint-Paul

Um 1729 betätigte sich La Buse als Lotse in der Bucht von Antongil auf Madagaskar, wo er seine Dienste den vorbeikommenden Schiffen anbot. Hierbei bestieg er das Schiff La Méduse der ostindischen Kompanie, welches im Hafen anlegen wollte. Der Kapitän des Schiffes, Dhermitte, erkannte ihn und nahm ihn gefangen. Mit Eisen an den Füßen wurde er nach der Insel Bourbon (heute Réunion) überführt, um verurteilt zu werden. Dort verweigerte er gegenüber dem neuen Gouverneur, Pierre-Benoît Dumas, die Aussage.
Nach einem schnellen Prozess wurde er zum Tode durch Hängen verurteilt. Das Urteil sollte am 7. Juli 1730 vollstreckt werden. Um 17:05 Uhr wurde der Pirat an diesem Tag in Saint Paul auf Réunion hingerichtet.
Auf dem Seemannsfriedhof am südlichen Ortsrand von Saint Paul auf Réunion befindet sich das symbolische Grab des Piraten. Der Friedhof entstand erst im Jahre 1788, 58 Jahre nach seinem Tod.

## Die Legende des Piratenschatzes

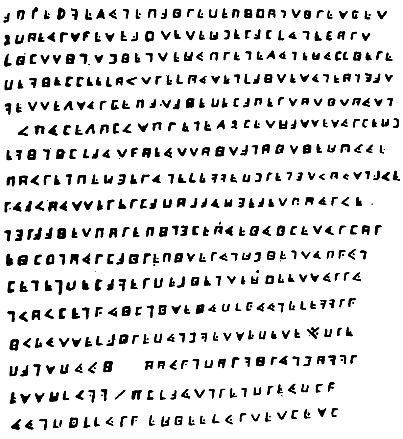
Angebliches Kryptogramm von Olivier Le Vasseur

Der Schatz von „La Buse“, insbesondere die wertvolle Ladung der Nossa Senhora do Cabo e São Pedro, wurde nie gefunden.
Die vielfältigsten Hypothesen vermuten diesen Schatz sowohl auf den Seychellen, auf La Réunion, Mauritius, Mayotte, Rodrigues und auf der madagassischen Insel Sainte Marie.
Nach seinem Prozess in St. Denis soll er beim Überschreiten der Brücke des Baches der „Ravine à Malheur“ seinen Bewachern gegenüber erwähnt haben: „mit dem, was ich hier versteckt habe, könnte ich diese ganze Insel kaufen“. Vor seinem Tod soll er mit den Worten  Mes trésors à qui saura comprendre! („Mein Schatz demjenigen, der dies versteht!“) ein Kryptogramm in die Menge vor dem Schafott geworfen haben.
Ab 1923 tauchten Hinweise und Dokumente auf, die im Zusammenhang mit Le Vasseurs Schatz stehen könnten. In einem Interview des Milwaukee Journals vom 15. Juli 1934 erklärte der Schriftsteller und Konservator der französischen Nationalbibliothek, Charles de la Roncière, dass er zur Prüfung eines Kryptogramms konsultiert wurde, welches er auf das 17. Jahrhundert datierte. Dieses Kryptogramm gehörte einer jungen Dame, deren Namen er verschwieg (heute gilt als gesichert, dass es sich dabei um Frau Savy von den Seychellen handelte, welche 1923 schon einige Steine mit passenden Symbolen zum Kryptogramm auf ihrem Privatgrundstück auf der Insel Mahé gefunden hat). Dieses Schriftstück konnte nicht entschlüsselt werden, jedoch verursachte es eine regelrechte Jagd auf den Schatz von „La Buse“, welche bis heute anhält.
1949 begann Reginald Cruise-Wilkins seine Suche nach dem Schatz auf Mahé. Außer einigen unspektakulären Funden wie Überresten von Pistolen und Schwertern und einigen Münzen brachten seine teuren Suchmethoden allerdings nichts zutage. Die weitaus durchdachter vorgehenden Sucher Jacques und Edward konnten den Schatz zwar ebenfalls nicht finden, dafür aber eine Truhe, abermals einige Überreste und Gebeine. Sie hatten sich das Inland und den Wald der Insel vorgenommen.